# Roger Rosiers
Roger Rosiers (Vremde, 26 november 1946) is een voormalig Belgisch wielrenner. Hij was beroepsrenner van 1967 tot 1980. Hij won de Brabantse Pijl in 1967 en Parijs-Roubaix in 1971, en hij was verder jarenlang ploeggenoot van Luis Ocaña. 

## Belangrijkste overwinningen
1965
- Schaal Sels

1967
- Brabantse Pijl

1968
- GP Flandria

1969
- Nokere Koerse
- 2e etappe Deel B Ronde van België

1971
- Parijs-Roubaix

1972
- Ronde van Luxemburg

1973
- GP van Isbergues

1977
- Eindklassement Driedaagse van De Panne-Koksijde

## Resultaten in voornaamste wedstrijden
| Jaar | Ronde van Italië | Ronde van Frankrijk | Ronde van Spanje |
| ---- | ---------------- | ------------------- | ---------------- |
| 1967 |                  |                     |                  |
| 1968 |                  |                     |                  |
| 1969 |                  | buiten tijd         |                  |
| 1970 |                  |                     | 28e (1)          |
| 1971 |                  |                     | opgave           |
| 1972 |                  |                     |                  |
| 1973 |                  |                     | 31e              |
| 1974 |                  |                     |                  |
| 1975 |                  | opgave              | 31e              |
| 1976 |                  |                     | 39e              |
| 1977 |                  | buiten tijd         |                  |

| Jaar | Milaan-San Remo | Gent-Wevelgem | Ronde van Vlaanderen | Parijs-Roubaix | Amstel Gold Race | Luik-Bast.‑Luik | Parijs-Brussel | Omloop Het Volk | Waalse Pijl |  | WK op de weg |  | Wereldranglijsten |
| ---- | --------------- | ------------- | -------------------- | -------------- | ---------------- | --------------- | -------------- | --------------- | ----------- |  | ------------ |  | ----------------- |
| 1967 | 46e             |               |                      | 56e            |                  | 7e              |                | 14e             | 11e         |  |              |  |                   |
| 1968 |                 |               | 6e                   |                | ↑                |                 |                | 95e             |             |  |              |  |                   |
| 1969 | 18e             |               | 15e                  |                | 7e               |                 |                | 8e              | 7e          |  |              |  |                   |
| 1970 | 92e             | 4e            | 5e                   | 8e             |                  |                 |                | Zilver          | 4e          |  |              |  | 14e (SPP)         |
| 1971 | 8e              | 64e           | 57e                  | ↑              | ↑                |                 |                | Zilver          |             |  |              |  | 11e (SPP)         |
| 1972 | 67e             | 47e           | 5e                   | 11e            |                  |                 |                |                 | 12e         |  | opgave       |  |                   |
| 1973 | 68e             | 8e            | 17e                  | ↑              | 13e              | 20e             | 6e             |                 | 8e          |  |              |  | 20e (SPP)         |
| 1974 | 26e             | 29e           | 16e                  |                |                  |                 | Brons          | 10e             |             |  |              |  |                   |
| 1975 |                 | 14e           | 9e                   | 15e            |                  |                 |                |                 | 15e         |  |              |  | 65e (SPP)         |
| 1976 |                 |               |                      |                |                  |                 |                |                 |             |  |              |  |                   |
| 1977 | 72e             |               |                      | 25e            |                  |                 |                | 19e             |             |  |              |  |                   |